# Полковая улица (Пушкин)
Полкова́я у́лица — улица в городе Пушкине (Пушкинский район Санкт-Петербурга). Проходит от Гвардейского бульвара до Госпитального переулка.
Улицу построили в 2007 году в связи с застройкой территории жилыми дома. 31 марта 2008 года ей присвоили название Полковая. Название дано в память о том, что в этом районе Софии квартировали лейб-гвардии Кирасирский, Стрелковые, Гренадерский полки. Кроме того, поблизости существовала другая Полковая улица.
По данным на октябрь 2015 года, адреса по Полковой улице нет ни у одного жилого дома. Это связано с тем, что построенным вдоль неё жилым домам присваивали адреса до марта 2008 года. Единственный адрес по Полковой имеет торговый центр — Полковая улица, 1/25.
Чётную сторону Полковой улицы занимает гаражный кооператив.